# Ibrahim Ibrahimi
Ibrahim Ibrahimi (Pashto: ابراهيم ابراهيمي‎), 1972,  é um compositor e pedagogista afegão, que fugiu em 20 de agosto de 2021 de seu país para a França para evitar os massacres do Talibã. Ele è especializado em tocar a tabla.

## Biografía
Nascido em 1972 na província de Nangarhar, ele vem de uma família de músicos. Ele formou-se na Escola de Música Mia Sahib Qader Bakhsh e estudou com o professor (ustad ) Sabz Ali Khan. Atualmente, dois de seus filhos também são músicos.
Ele se apresenta em grupos musicais tradicionais e clássicos, pop, jazz ou rock. Antes de sua fugida, ensinou composição no Instituto Nacional de Música do Afeganistão, trabalhando também no rádio e na televisão afegã (RTA).
Em 20 de agosto de 2021, Ibrahimi deixou seu país para se refugiar na França, sem nenhuma de seus instrumentos, com dezesseis membros de sua família.; 
Ele já tocou no Irã, Índia, Azerbaijão e Turquia. Depois de deixar o Afeganistão, ele se apresentou na Bélgica (École d'art d'Uccle) e na França (Théâtre Sainte Marie d'en Bas em Grenoble).

## Galería fotografica

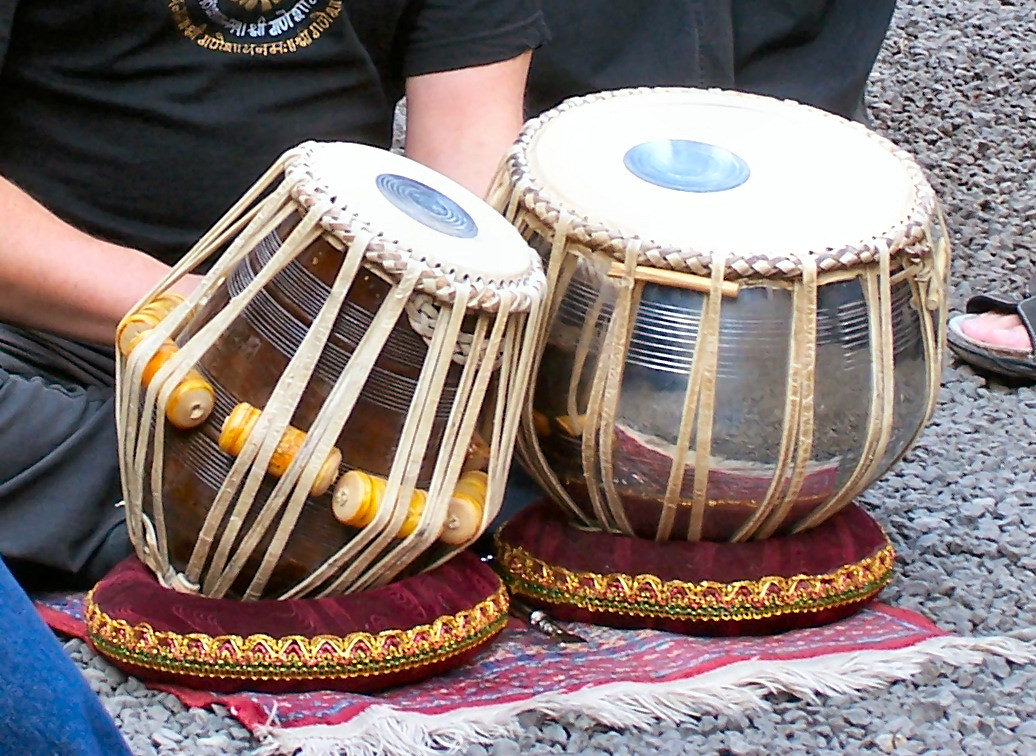
Uma tabla, insrtumento em que Ibrahimi è especializado.